# Первая леди Замбии
Первая леди Замбии — титул, приписываемый жене президента Замбии. Нынешней первой леди Замбии является Мутинта Хичилема, занимающая этот пост с 24 августа 2021 года.
Первая леди Замбии играет церемониальную роль супруги главы государства, но часто расширяет своё влияние за её пределы. Например, жена президента-основателя страны Бетти Каунда считалась матерью нации и звалась «Мама Каунда». Морин Мванаваса использовала свою работу в качестве первой леди, чтобы активно выступать за более безопасный секс для женщин, часто раздавая презервативы на публичных мероприятиях.

## Список первых леди
Исполняет обязанность первой леди
 Умерла, оставив президента вдовцом
 В разводе с президентом
 Замужем за президентом, но президент умер
 Дочь или сестра президента в роли первой леди
| 0} №                                | Фото                                | Родилась/Умерла                     | Первая леди                         | Начало срока     | Конец срока             | Президент (Супруг, если не указано иное) |
| ----------------------------------- | ----------------------------------- | ----------------------------------- | ----------------------------------- | ---------------- | ----------------------- | ---------------------------------------- |
| 1                                   |                                     | (1928—2012)                         | Бетти Каунда                        | 24 октября 1964  | 2 ноября 1991           | Кеннет Каунда 1946; умер в 2012          |
| 2                                   |                                     | (1953-____)                         | Вера Тембо                          | 2 ноября 1991    | 2000 (разведена в 2001) | Фредерик Чилуба ????; развод в 2001      |
| Нет первой леди, должность вакантна | Нет первой леди, должность вакантна | Нет первой леди, должность вакантна | Нет первой леди, должность вакантна | 2000             | 2001                    | Фредерик Чилуба ????; развод в 2001      |
| -                                   |                                     | (___?-____)                         | Веросия Чилуба                      | 2001             | 2 января 2002           | Фредерик Чилуба Дочь                     |
| 3                                   |                                     | (1963—2024)                         | Морин Мванаваса                     | 2 января 2002    | 19 августа 2008         | Леви Мванаваса 1988; умер 2008           |
| 4                                   |                                     | (___?-____)                         | Тандиве Банда                       | 29 июнь 2008     | 23 сентябрь 2011        | Рупия Банда 2002; умер 2022              |
| 5                                   |                                     | (1959-____)                         | Кристин Касеба                      | 23 сентября 2011 | 28 октября 2014         | Майкл Сата 1994; умер 2014               |
| -                                   |                                     | (1963-____)                         | Шарлотта Скотт                      | 28 октября 2014  | 26 января 2015          | Гай Скотт 1994                           |
| 6                                   |                                     | (1961-____)                         | Эстер Лунгу                         | 26 января 2015   | 24 августа 2021         | Эдгар Лунгу 1986-87                      |
| 7                                   |                                     | (1967-____)                         | Мутинта Хичилема                    | 24 августа 2021  | В должности             | Хакаинде Хичилема ????                   |

## Список ныне живущих первых леди Замбии
- Вера Тембо (1953-)
- Кристин Касеба (1959-)
- Эстер Лунгу (1961-)
- Шарлотта Скотт (1963-)

## Список супруг президента, но не первых леди
| През. № | Фото | Родилась/Умерла | Имя                | Президент (Супруг, если не указано иное) |
| ------- | ---- | --------------- | ------------------ | ---------------------------------------- |
| 2       |      | (___?-2017)     | Регина Мванза      | Фредерик Чилуба 2002; умер 2011          |
| 4       |      | (1941—2000)     | Хоуп Мванса Макулу | Рупия Банда 1966; умер 2000              |
| 5       |      | (___?-___?)     | Маргарет Манда     | Майкл Сата ????; умер ????               |